# Friedrich der Kleine
Friedrich Clem oder Klemme, auch Friedrich der Kleine oder Friedrich von Dresden genannt, (* 1273 in Dresden (?); † 25. April 1316 ebenda (?)) aus dem Geschlecht der Wettiner unterstand die Herrschaft über Dresden. Er bezeichnete sich selbst auch als Markgraf von Dresden.

## Leben
Friedrich war der jüngste Sohn des Markgrafen Heinrichs des Erlauchten und dessen dritter Frau Elisabeth von Maltitz.
Um Erbstreitigkeiten mit den Söhnen aus der ersten Ehe seines Vaters vorzubeugen, wurde er zusammen mit seiner Mutter 1278 von Rudolf I. in den Reichsfürstenstand erhoben.
Im Jahr 1287 erhielt er von seinem Vater die Städte Dresden, Tharandt, Radeberg und Großenhain als Erbteil zugesprochen. Dabei verstand sich Friedrich als Markgraf von Dresden, obgleich es per se keine Markgrafschaft Dresden gab. Sein Titel in den Urkunden wechselte von „dominus de Dresden“ (Herr von Dresden) zu „marchio de Dresden“ (Markgraf von Dresden). Aber bereits 1289 wollte er seinen Besitz an die böhmische Krone verkaufen (Vertrag am 12. März 1289). Dies kam aber aufgrund des Einspruchs seines Neffen, Markgraf Friedrich Tuta, nicht zustande. Am 11. September 1289 kaufte jedoch sein Neffe all seine Besitzungen bis auf Dresden auf. Dresden hatte Friedrich bereits an Waldemar von Brandenburg veräußert. Friedrich verstarb am 25. April 1316 in Dresden und wurde im Kloster Altzella beigesetzt. Nach seinem Tod fielen die Überreste des väterlichen Erbes, da Friedrich keine männlichen Nachkommen hatte, an seinen Vetter Friedrich den Gebissenen.
Friedrichs Ehefrau Jutta von Schwarzburg-Blankenburg, die er um 1305 geheiratet hatte, starb 1329 und wurde im Kloster Ilm bestattet. Seine Tochter Elisabeth von Meißen (1264–1332) heiratete Otto II. von Anhalt.